# Iconic Vivisect
Iconic Vivisect ist eine australische Death-Metal- und Deathgrind-Band aus Melbourne, die 2009 unter dem Namen Insurrector gegründet wurde.

## Geschichte
Die Band wurde im Jahr 2009 unter dem Namen Insurrector von den Gitarristen Adam Donnellan und Chris Switell gegründet. Im folgenden Jahr wurde die Besetzung durch den Sänger Jay Cargill, den Bassisten Justin Steinweiss und den Schlagzeuger Nick Kennedy ergänzt. Letzterer wurde noch im selben Jahr durch Dean Hulett ersetzt. 2011 erschien die Kompilation Breeding Atrocity über Infinite Regress Records, die aus den frühen Demos der Gruppe besteht, ehe sich 2014 das Debütalbum Monument of Depravity über Inherited Suffering Records anschloss. Später im Jahr folgte eine nationale Tournee.

## Stil
Blizzard von raben-report.de schrieb in seiner Rezension zu Monument of Depravity, dass das Album für Fans von brutalem Slam Death Metal und Grindcore geeignet sei. Die Musik sei schnell und aggressiv. Charakteristisch für die Songs sei besonders ihr tiefer Klang.

## Diskografie
- 2010: Demo 2010 (Demo, Eigenveröffentlichung)
- 2010: Promo 2010 (Demo, Eigenveröffentlichung)
- 2011: Breeding Atrocity (Kompilation, Infinite Regress Records)
- 2014: Monument of Depravity (Album, Inherited Suffering Records)